# Дедалион
Дедалио́н (др.-греч. Δαιδαλίων) — в греческой мифологии сын Геспера или Люцифера, брат Кеика. Отец Хионы, дед Автолика и Филаммона. По Павсанию, он настоящий отец Автолика.
Кеик описывал своего брата Дедалиона как великого воина, полного мужества и силы, но при этом признавал, что он также может быть резким, смакуя жестокость войны. История жизни Дедалиона рассказывается в основном в «Метаморфозах» Овидия, хотя мимолётные ссылки можно найти и в других классических работах. В сюжете мифа Дедалион, охваченный горем после смерти дочери Хионы, хотел броситься в костёр, но его удержали. Тогда он побежал и бросился с утёса на Парнасе, после чего был превращён Аполлоном в ястреба (дедалиона). Согласно Овидию, «преследует голубей в Фисбе».

## Мифология

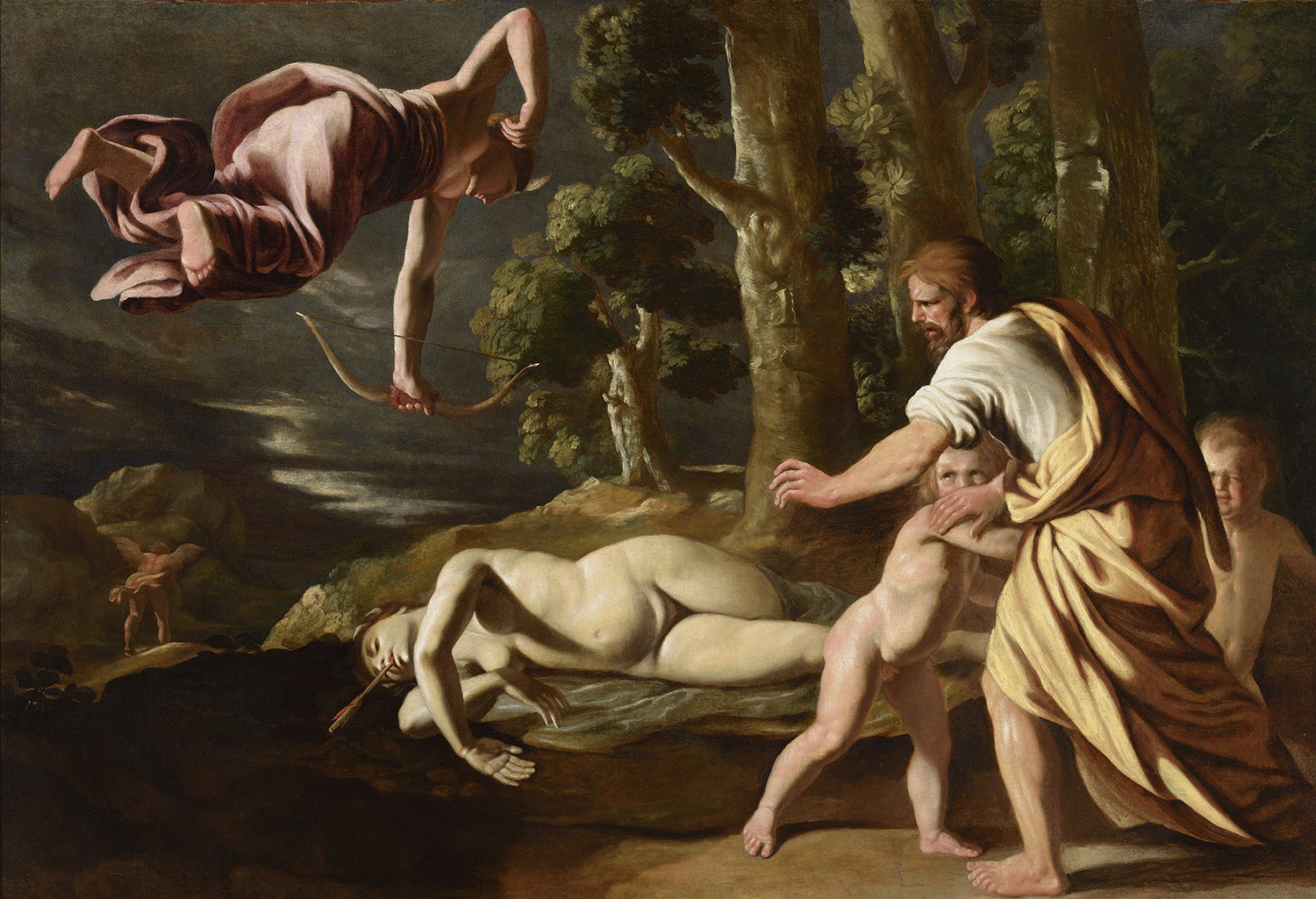
Никола Пуссен. Смерть Хионы, 1622

### Красавица-дочь
Говорили, что дочь Дедалиона Хиона была настолько прекрасна, что стала объектом желания тысячи людей. Как выяснилось, в числе её поклонников были не только смертные люди. Вернувшись с визитом на землю, Аполлон и Гермес увидели Киону и были полны жгучей страсти. Аполлон решил подождать до наступления ночи, однако Гермес не был таким терпеливым. Используя магию, он заставил Хиону погрузиться в глубокий сон и овладел ею. Позже тем же вечером Аполлон также посетил её в образе старухи. В результате этих двух божественных посещений Хиона родила близнецов. От Гермеса она родила Автолика, который превратился в печально известного вора и шарлатана. От Аполлона же она родила Филаммона, славящегося своим голосом и умением играть на лире.

### Смерть
Внимание не одного, а двух богов привело Хиону к похвале, стали говорить, что красота её превосходит даже красоту Артемиды. Чтобы отомстить за это личное оскорбление, не говоря уже о богохульстве, Артемида поразила Хиону, выпустив стрелу прямо в её язык. Её отец Дедалион был охвачен горем и никак не мог прийти в себя, несмотря на все усилия его брата утешить его. На похоронах своей дочери Дедалион трижды пытался броситься на костёр, но его сдерживали. После четвёртой неудачной попытки он побежал с невероятной скоростью через поля и леса, поднялся на вершину горы Парнас и спрыгнул. Аполлон пожалел скорбящего отца, превратив его в ястреба, прежде чем он смог упасть на землю.
Говорят, что огромная сила ястреба, а также его склонность к охоте на других птиц, являются результатом прежнего мужества Дедалиона и ярости, вызванной смертью его дочери.